# Olivier Vliegen
Olivier Marc Vliegen (Bree,  7 februari 1999) is een Belgische doelman die sinds juli 2024 onder contract staat bij het Belgische KRC Genk.

## Carrière

### Jeugd
Vliegen groeide op in het Limburgse Maasmechelen waar hij ook zijn eerste voetbalstappen zette bij voetbalclubs Patro Eisden Maasmechelen en Verbroedering Maasmechelen. Op 13-jarige leeftijd kon hij de overstap maken naar de jeugdwerking van profclub en eersteklasser Standard Luik. Vliegen ruilde de jeugdopleiding van Standard Luik in 2014 voor die van KRC Genk. Daar moest hij de concurrentie aangaan met Nordin Jackers en Gaëtan Coucke. In 2017 stapte hij over naar RSC Anderlecht, waar hij in het seizoen 2017/18 vijf van de zes groepswedstrijden speelde in de UEFA Youth League – enkel op de derde speeldag tegen Paris Saint-Germain werd hij vervangen door Tiziano Delmotte.

### Slovan Liberec
Toen hij na een jaar geen toekomst meer had bij Anderlecht, kon hij via een Tsjechische voetbalmakelaar op proef bij Sparta Praag. Een concreet bod bleef echter uit, waarop Vliegen ging testen bij Slovan Liberec. Daar kreeg hij wél een contract. Na een seizoen bij het tweede elftal van de club leende Slovan Liberec hem in het seizoen 2020/21 uit aan de Tsjechische tweedeklasser FC Sellier & Bellot Vlašim en de Slowaakse eersteklasser FK Senica. Met Seneca slaagde hij er pas na barragewedstrijden tegen MFK Dukla Banská Bystrica, de nummer twee uit de 2. Liga, in om de degradatie te ontlopen.
Op 25 augustus 2021 maakte hij zijn officiële debuut in het eerste elftal van Slovan Liberec: in de bekerwedstrijd tegen FK Zbuzany 1953, die Liberec met 1-2 verloor, stond hij de hele wedstrijd in doel. Vliegen was dat seizoen tweede doelman achter de Tsjechische doelman Milan Knobloch, hij kwam dat seizoen in 5 competitiewedstrijden in actie. Het seizoen daarop vertrok Knobloch en werd Vliegen eerste doelman. Hij eindigde dat seizoen met Slovan Liberec op de 7de plaats in de competitie. Ook het seizoen 2023/24 startte Vliegen als eerste doelman, in de loop van het seizoen verloor hij echter zijn plaats onder de lat aan de jonge Tsjechische doelman Hugo Bačkovský. Desondanks speelde Vliegen dat seizoen mee in 18 competitiewedstrijden.

### KRC Genk
Op 27 juli 2024 maakte (ex-club) KRC Genk bekend dat het Vliegen terug haalt naar zijn thuisland. Hij tekende er een contract voor twee seizoenen met optie op nog een extra seizoen. Vliegen wordt binnen gehaald als eerste doelman van Jong Genk, de belofteploeg van Genk dat actief is in de Eerste klasse B. 

## Clubstatistieken
| Seizoen         | Club            | Land               | Competitie      | Competitie | Competitie | Beker | Beker | Europees | Europees | Totaal | Totaal |
| Seizoen         | Club            | Land               | Competitie      | Wed.       | Dlp.       | Wed.  | Dlp.  | Wed.     | Dlp.     | Wed.   | Dlp.   |
| --------------- | --------------- | ------------------ | --------------- | ---------- | ---------- | ----- | ----- | -------- | -------- | ------ | ------ |
| 2018/19         | Slovan Liberec  | Vlag van Tsjechië  | Fortuna Liga    | 0          | 0          | 0     | 0     | —        | —        | 0      | 0      |
| 2019/20         | Slovan Liberec  | Vlag van Tsjechië  | Fortuna Liga    | 0          | 0          | 0     | 0     | —        | —        | 0      | 0      |
| 2020/21         | → Vlašim        | Vlag van Tsjechië  | FNLiga          | 5          | 0          | 1     | 0     | —        | —        | 6      | 0      |
| 2020/21         | → FK Senica     | Vlag van Slowakije | 1. Liga         | 11         | 0          | 0     | 0     | —        | —        | 11     | 0      |
| 2021/22         | Slovan Liberec  | Vlag van Tsjechië  | Fortuna Liga    | 5          | 0          | 0     | 0     | —        | —        | 5      | 0      |
| 2022/23         | Slovan Liberec  | Vlag van Tsjechië  | Fortuna Liga    | 28         | 0          | 1     | 0     | —        | —        | 29     | 0      |
| 2023/24         | Slovan Liberec  | Vlag van Tsjechië  | Fortuna Liga    | 18         | 0          | 2     | 0     | —        | —        | 20     | 0      |
| 2024/25         | Jong Genk       | Vlag van België    | Eerste klasse B | 8          | 0          | —     | —     | —        | —        | 8      | 0      |
| Carrière totaal | Carrière totaal | Carrière totaal    | Carrière totaal | 75         | 0          | 4     | 0     | 0        | 0        | 79     | 0      |

Bijgewerkt op 25 mei 2025.